# Angelo Baroffio
Angelo Baroffio (* 7. Mai 1815 in Mendrisio; † 6. Januar 1893 ebenda) war ein Schweizer Jurist und Politiker.

## Leben
Angelo Baroffio war der Sohn von Francesco Baroffio und dessen Ehefrau Giuseppa, geborene Pagani.
Er studierte anfangs Theologie am Priesterseminar in Como und später Rechtswissenschaften an der Universität Pisa, die er 1843 beendete. Nach seinem Studium war er Anwalt in seinem Geburtsort und dort auch als Politiker tätig. Er war in verschiedenen öffentlichen Ämtern tätig, so war er stellvertretender Bürgermeister von Mendrisio, Oberst in der Schweizer Armee und von 1859 bis ungefähr 1881 Militärrichter des Kantons Tessin.
In der Zeit von 1852 bis 1859 und von 1866 bis 1875 war er als gemässigter Konservativer im Tessiner Grossen Rat vertreten.
Er wurde 1863 Direktor des Gymnasiums in Mendrisio und blieb dies bis 1871.
In seinem Heimatort gründete er als Musikliebhaber 1841 eine Philharmonie und spielte als Organist von 1839 bis 1840 auf den Orgeln in Meride und auf der Orgel der Kirche Santi Cosma e Damiano in Mendrisio.
Angelo Baroffio war verheiratet mit Luigia, geborene Broglio.

## Schriftstellerisches Wirken
Angelo Baroffio  beschäftigte sich viel mit der Lokalhistorie und verfasste hierzu einige Werke. Im musikalischen Bereich schrieb er zahlreiche populäre und liturgische Kompositionen, unter anderem 1880 die Operette I doveri dell'uomo.

## Schriften (Auswahl)
- Dell’Invasione francese nella Svizzera ossia della Repubblica elvetica unitaria. Lugano 1873.
- Del paesi e delle serre costituenti il cantone del Ticino dai tempi remoti fino all’anno 1798. Lugano 1879.
- Memorie storiche sulle diverse chiese ed oratorj esistenti in Mendrisio. Tipografia Carlo Colombi, Bellinzona 1879.
- I doveri dell’uomo. 1880.
- Storia del cantone Ticino dal principio di sua Autonomia politica ossia dal 1803 alla Costituzione 23 giugno 1830. Lugano 1882.
- I doveri principali dell’uomo esposti ai giovanetti del cantone Ticino dall’Avvocato Angelo Baroffio. Bellinzona 1882.
- Memorie storiche sulle diverse Chiese ed Oratori esistenti a Mendrisio e Memorie storiche inedite su Mendrisio e distretto. 1938.